# Цисово
Цисово (пол. Cisowo) — село в Польщі, у гміні Дарлово Славенського повіту Західнопоморського воєводства.
Населення — 346 осіб (2011).

## Демографія
Демографічна структура станом на 31 березня 2011 року:
|          | Загалом | Допрацездатний вік | Працездатний вік | Постпрацездатний вік |
| -------- | ------- | ------------------ | ---------------- | -------------------- |
| Чоловіки | 175     | 28                 | 123              | 24                   |
| Жінки    | 171     | 37                 | 96               | 38                   |
| Разом    | 346     | 65                 | 219              | 62                   |